# Кійоока Котаро
Котаро Кійоока (яп. 清岡幸大郎; нар. 12 квітня 2001, префектура Коті) — японський борець вільного стилю, чемпіон Олімпійських ігор.

## Життєпис
Перші серйозні успіхи прийшли до Котаро Кійооки в передолімпійський 2003 рік, коли він став чемпіоном Японії на дорослому рівні і святкував перемогу на міжнародному турнірі Дана Колова — Николи Петрова. Наступного року він виграв Меморіал Імре Поляка та Яноша Варги та відібрався з першого місця на Паризьку Олімпіаду на Олімпійському кваліфікаційному турнірі в Бішкеку.
На Олімпійських іграх Котаро Кійоока впевнено переміг усіх суперників, включно з дворазовим чемпіоном Азії та чемпіоном світу 2022 року іранцем Рахманом Амузадом, якого здолав у фіналі Олімпіади з рахунком 10:3.
Закінчив Японський університет спортивної науки. Працює в Sankei Shipping Co. Ltd.

## Спортивні результати на міжнародних змаганнях

### Виступи на Олімпіадах
| Змагання                    | Збірна | Вагова категорія          | Місце  |
| --------------------------- | ------ | ------------------------- | ------ |
| Літні Олімпійські ігри 2024 | Японія | вільна боротьба, до 65 кг | Золото |

### Виступи на інших змаганнях
| Змагання                                                     | Країна | Вагова категорія          | Місце  |
| ------------------------------------------------------------ | ------ | ------------------------- | ------ |
| Чемпіонат Японії з боротьби 2018                             | Японія | вільна боротьба, до 57 кг | 5      |
| Чемпіонат Японії з боротьби 2019                             | Японія | вільна боротьба, до 57 кг | Бронза |
| Всеяпонський відкритий чемпіонат з боротьби 2021             | Японія | вільна боротьба, до 61 кг | Срібло |
| Турнір Дана Колова — Николи Петрова 2023                     | Японія | вільна боротьба, до 65 кг | Золото |
| Чемпіонат Японії з боротьби 2023                             | Японія | вільна боротьба, до 65 кг | Золото |
| Олімпійський кваліфікаційний турнір з боротьби 2024 (Бішкек) | Японія | вільна боротьба, до 65 кг | Золото |
| Меморіал Імре Поляка та Яноша Варги 2024                     | Японія | вільна боротьба, до 65 кг | Золото |

### Виступи на змаганнях молодших вікових груп
| Змагання                                                 | Збірна | Вагова категорія          | Місце |
| -------------------------------------------------------- | ------ | ------------------------- | ----- |
| Чемпіонат світу з боротьби серед молоді до 23 років 2023 | Японія | вільна боротьба, до 65 кг | 9     |